# Stil in mij
Stil in mij is de eerste single uitgebracht door de Nederlandse popgroep Van Dik Hout. Het nummer is afkomstig van het titelloze album 'Van Dik Hout' en is uitgebracht in 1994. 'Stil in mij' gaat over het gevoel van leegte bij een ingrijpende gebeurtenis. Het nummer is meermalen, in verschillende peilingen van 3FM luisteraars en lezers van De Telegraaf, tot beste Nederlandstalige single aller tijden gekozen en verkreeg in 2000 de status 'Nederlandstalige single van de eeuw'.

## Achtergrondinformatie
Het nummer behaalde de 19e plaats in de Nederlandse Single Top 100. Het album met elf nummers werd opgenomen met Paul Duwel in de Bananas Studio's in Haarlem. Studiobaas Daan van Rijsbergen leurde bij diverse platenmaatschappijen maar niemand durfde een release aan. Hij stelde voor dan maar het album onder zijn eigen Bananas-label uit te brengen. Henk Voortman van VIA records tipte daarbij van Rijsbergen om Stil in mij als eerste single uit te brengen. Het werd de grote doorbraak voor Van Dik Hout. De single heeft een driemaal platina status in Nederland.
Het nummer werd voor het eerst opgepikt door radio-dj Wim Rigter (1967-2004), die de single als eerste in zijn nachtprogramma Pyjama FM draaide. Frits Spits adopteerde 'Stil in mij' vrij snel daarna in zijn radioprogramma De Avondspits.
In 2019 werd Van Dik Hout (Verspijkerd) uitgebracht, een tributealbum dat werd gemaakt wegens het 25-jarig bestaan van Van Dik Hout en waarop verschillende bewerkingen van nummers van de band te vinden waren. Een daarvan was Stil in mij (Verspijkerd), een bewerking van Stil in mij door Josylvio en Do. Deze cover was een bescheiden hit in Nederland.

## Muzikanten
- Martin Buitenhuis - zang
- Benjamin Kribben - basgitaar, zang
- Dave Rensmaag - gitaar
- Sandro Assorgia - gitaar
- Louis de Wit - drums

## Sessiemuzikanten
- Nico Brandsen - hammondorgel

## Hitnotering
| "Stil in mij" in de Nederlandse Top 40 - binnen 16-07-1994 | "Stil in mij" in de Nederlandse Top 40 - binnen 16-07-1994 | "Stil in mij" in de Nederlandse Top 40 - binnen 16-07-1994 | "Stil in mij" in de Nederlandse Top 40 - binnen 16-07-1994 | "Stil in mij" in de Nederlandse Top 40 - binnen 16-07-1994 | "Stil in mij" in de Nederlandse Top 40 - binnen 16-07-1994 | "Stil in mij" in de Nederlandse Top 40 - binnen 16-07-1994 | "Stil in mij" in de Nederlandse Top 40 - binnen 16-07-1994 | "Stil in mij" in de Nederlandse Top 40 - binnen 16-07-1994 | "Stil in mij" in de Nederlandse Top 40 - binnen 16-07-1994 | "Stil in mij" in de Nederlandse Top 40 - binnen 16-07-1994 |
| Week                                                       | 1                                                          | 2                                                          | 3                                                          | 4                                                          | 5                                                          | 6                                                          | 7                                                          | 8                                                          | 9                                                          |                                                            |
| ---------------------------------------------------------- | ---------------------------------------------------------- | ---------------------------------------------------------- | ---------------------------------------------------------- | ---------------------------------------------------------- | ---------------------------------------------------------- | ---------------------------------------------------------- | ---------------------------------------------------------- | ---------------------------------------------------------- | ---------------------------------------------------------- | ---------------------------------------------------------- |
| Nummer                                                     | 37                                                         | 30                                                         | 25                                                         | 23                                                         | 24                                                         | 28                                                         | 36                                                         | 40                                                         | 40                                                         | uit                                                        |

| "Stil in mij" in de Nederlandse Single Top 100 - binnen: 09-07-1994 | "Stil in mij" in de Nederlandse Single Top 100 - binnen: 09-07-1994 | "Stil in mij" in de Nederlandse Single Top 100 - binnen: 09-07-1994 | "Stil in mij" in de Nederlandse Single Top 100 - binnen: 09-07-1994 | "Stil in mij" in de Nederlandse Single Top 100 - binnen: 09-07-1994 | "Stil in mij" in de Nederlandse Single Top 100 - binnen: 09-07-1994 | "Stil in mij" in de Nederlandse Single Top 100 - binnen: 09-07-1994 | "Stil in mij" in de Nederlandse Single Top 100 - binnen: 09-07-1994 | "Stil in mij" in de Nederlandse Single Top 100 - binnen: 09-07-1994 | "Stil in mij" in de Nederlandse Single Top 100 - binnen: 09-07-1994 | "Stil in mij" in de Nederlandse Single Top 100 - binnen: 09-07-1994 | "Stil in mij" in de Nederlandse Single Top 100 - binnen: 09-07-1994 |
| Week                                                                | 1                                                                   | 2                                                                   | 3                                                                   | 4                                                                   | 5                                                                   | 6                                                                   | 7                                                                   | 8                                                                   | 9                                                                   | 10                                                                  |                                                                     |
| ------------------------------------------------------------------- | ------------------------------------------------------------------- | ------------------------------------------------------------------- | ------------------------------------------------------------------- | ------------------------------------------------------------------- | ------------------------------------------------------------------- | ------------------------------------------------------------------- | ------------------------------------------------------------------- | ------------------------------------------------------------------- | ------------------------------------------------------------------- | ------------------------------------------------------------------- | ------------------------------------------------------------------- |
| Nummer                                                              | 40                                                                  | 29                                                                  | 24                                                                  | 22                                                                  | 19                                                                  | 22                                                                  | 21                                                                  | 30                                                                  | 34                                                                  | 37                                                                  | uit                                                                 |

### NPO Radio 2 Top 2000
| Nummer met noteringen in de NPO Radio 2 Top 2000 | '99 | '00 | '01 | '02 | '03 | '04 | '05 | '06 | '07 | '08 | '09 | '10 | '11 | '12 | '13 | '14 | '15 | '16 | '17 | '18 | '19 | '20 | '21 | '22 | '23 | '24 |
| ------------------------------------------------ | --- | --- | --- | --- | --- | --- | --- | --- | --- | --- | --- | --- | --- | --- | --- | --- | --- | --- | --- | --- | --- | --- | --- | --- | --- | --- |
| Stil in mij                                      | 65  | 70  | 85  | 49  | 38  | 35  | 53  | 50  | 58  | 48  | 59  | 51  | 52  | 92  | 95  | 91  | 86  | 93  | 95  | 130 | 105 | 116 | 131 | 146 | 138 | 137 |

1. ↑  Een vetgedrukt getal geeft de hoogste notering aan.

### Evergreen Top 1000
| Evergreen Top 1000 | Evergreen Top 1000 | Evergreen Top 1000 | Evergreen Top 1000 | Evergreen Top 1000 | Evergreen Top 1000 | Evergreen Top 1000 | Evergreen Top 1000 | Evergreen Top 1000 | Evergreen Top 1000 | Evergreen Top 1000 | Evergreen Top 1000 | Evergreen Top 1000 | Evergreen Top 1000 | Evergreen Top 1000 | Evergreen Top 1000 | Evergreen Top 1000 |
| Jaar               | 2008               | 2009               | 2010               | 2011               | 2012               | 2013               | 2014               | 2015               | 2016               | 2017               | 2018               | 2019               | 2020               | 2021               | 2022               | 2023               |
| ------------------ | ------------------ | ------------------ | ------------------ | ------------------ | ------------------ | ------------------ | ------------------ | ------------------ | ------------------ | ------------------ | ------------------ | ------------------ | ------------------ | ------------------ | ------------------ | ------------------ |
| Positie            | -                  | -                  | -                  | -                  | -                  | -                  | -                  | -                  | -                  | -                  | 362                | 328                | 316                | 368                | 353                | 207                |